# Трећи сабор у Толеду
Трећи сабор у Толеду одржан је маја 589. године у граду Толеду, тадашњој престоници Визиготске краљевине. Сабор је сазвао визиготски краљ Рекаред, са намером да оствари унутрашње јединство своје државе путем верског измирења између владајућих аријанских Визигота и њихових поданика Хиспаноромана, који су великом већином исповедали правоверно хришћанство. На сабору је проглашено напуштање аријанства, али је у исто време озваничено и ново учење о двоструком исхођењу Светог духа од Оца и Сина. Уједно је бачена и анатема на све хришћане који не прихватају двоструко исхођење, а то учење је потом добило израз и у новом, Толедском симболу вере, који је настао уметањем израза Филиокве (лат. Filioque) у осми члан Никејско-цариградског симбола вере. Толедско озваничење учења о двоструком исхођењу Светог духа довело је до озбиљних последица, пошто та новина није била у складу са начелима правоверног хришћанства.

## Историја
Трећи толедски сабор је био један од укупно 18 црквених сабора одржаних у граду Толеду у раздобљу од 5. до 8. века. На почетку тог раздобља, друштвене прилике у Визиготској краљевини биле су веома сложене услед етничких, верских и других подела између владајућих Визигота и покорених Хиспаноромана. Визиготи су још од 4. века били аријанци, док су староседеоци Хиспаноромани припадали правоверном хришћанству. Верске разлике су доприносиле унутрашњој нестабилности, која је била додатно подстакнута политичким симпатијама хиспанороманског становништва према преосталом, источном делу Римског царства (Византија). Када су суседна варварска краљевства, Вандалско и Остроготско уништена од стране византијске војске за време владавине цара Јустинијана, међу Визиготима је завладала велика забринутост, што се показало као оправдано пошто су Византинци средином 6. века, уз подршку Хиспаноромана, успели да овладају јужним делом Хиспаније, створивши своју покрајину Спанију. То је довело до унутрашњих немира и подела по политичкој и верској сонови у преосталом делу Визиготске краљевине. 
Суочен са великим спољнополитичким и унутрашњим изазовима, краљ Рекаред је недуго по ступању на власт одлучио да сазове сабор, ради постизања унутрашњег верског и друштвеног јединства у држави. То је био трећи по реду сабор који је одржан у граду Толеду, а састао се у мају 589. године. На сабору је проглашено одступање Визигота од аријанства, чиме је учињен кључни корак ка верском помирењу са Хиспанороманима. Сабор је такође усвојио 23 канона, односно правила и одлука о разним црквеним питањима из области догматике и еклисиологије. Међу њима се посебно издваја трећи канон у коме је озваничено учење о двоструком исхођењу Светог духа од Оца и Сина. У истом канону је дословно и изричито изречена и анатема над свим хришћанима који не исповедају двоструко исхођење. Тиме је по први пут у историји хришћанства изречена осуда за неприватање ове нове догме, што је непосредно погађало управо правоверне хришћане који су према слову Новог завета и Никејско-цариградског симбола вере доследно исповедали исхођење Светог духа од Оца. Толедски трећи канон из 589. године у изворном латинском тексту гласи: Quicumque Spiritum Sanctum non credet aut non crediderit a Patre et Filio procedere eumque non dixerit coaeternum esse Patri et Filio et coessentialem, eumque non dixerit coaeternum esse Patri et Filio et coessentialem, anathema sit.
До усвајања помеутог учења дошло је због тога што су противници аријанства, побијајући аријанске тврдње о суштинској различитости Сина у односу на Оца, отишли и корак даље у односу на слово Новог завета, устврдивши да је Син раван Оцу не само по суштини, већ и по томе што Свети Дух исходи не само од Оца, као што стоји у Новом завету (Јн. 15:26), већ и од Сина. Усвајање и озваничење овог учења на Трећем толедском сабору нашло је израз у још једној новини. У намери да афирмишу своје верске ставове, поборници учења о двоструком исхођењу Светог духа су усвојили нови, Толедски симбол вере, који је настао уметањем израза Филиокве (лат. Filioque) у осми члан Никејско-цариградског симбола вере. Отуда је учење о двоструком исхођењу названо филиоквистичко или двоисходно.
Толедским озваничењем учења о двоструком исхођењу Светог духа и уметањем узраза Filioque у Симбол вере, постављена је основа за настанак бројних и дуготрајних расправа и спорова између присталица филиоквистичког хришћанства на једној и православног хришћанства на другој страни. По том основу, потоњи сукоби и расколи који су потресали хришћански свет у раздобљу од 9. до 11. века, па и касније, воде порекло управо из спорних одлука донетих на Трећем толедском сабору.